# بکتون
longitudeبکتونlatitudeبکتون
بکتون (به انگلیسی: Beckton) یک ناحیه در بریتانیا است که در منطقه نیوهام لندن واقع شده‌است.

## نگارخانه

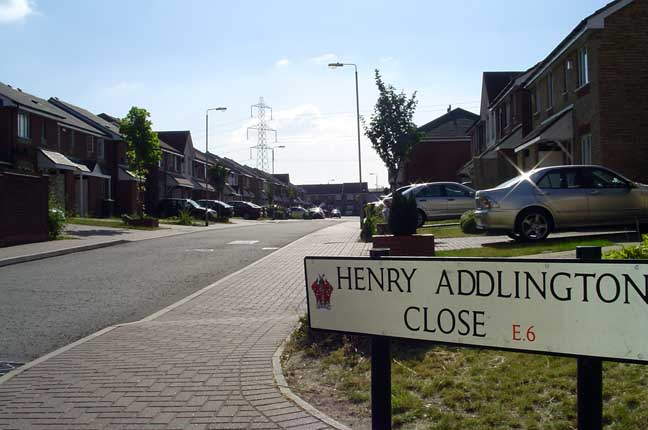
Henry Addlington Close in Beckton
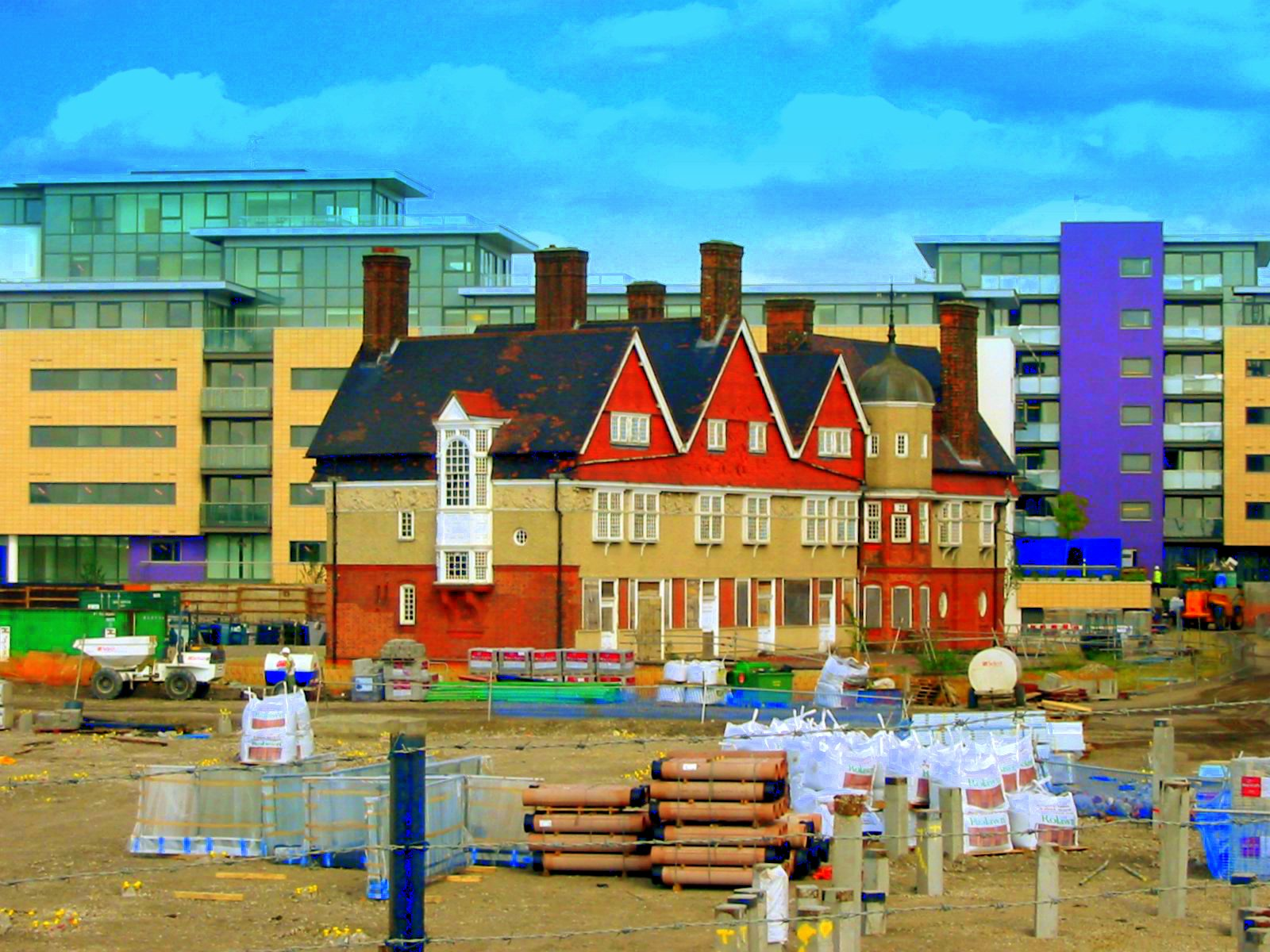
Gallions Hotel
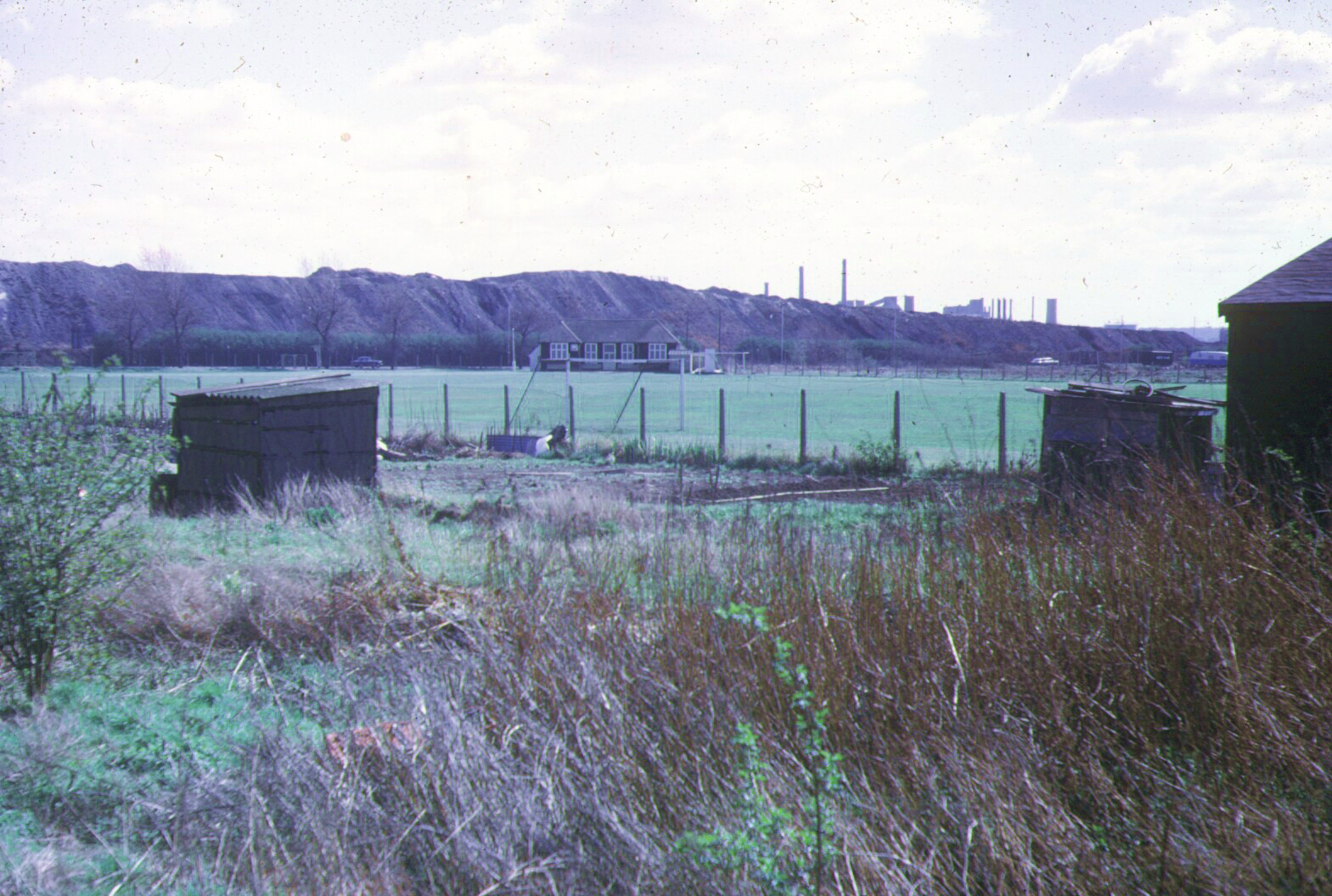
Beckton Alps and Gasworks 1973, from the A13